# Sericoptera vestalis
Sericoptera vestalis là một loài bướm đêm trong họ Geometridae.